# Order José Martí
Order José Martí (es. Orden José Martí) – jednoklasowe odznaczenie państwowe Kuby, ustanowione 2 grudnia 1972 i przyznawane przez Prezydenta Republiki Kuby (dawn. Radę Państwa).  

## Zasady nadawania
Order przyznaje się obywatelom kubańskim oraz cudzoziemcom a szczególnie głowom państw lub rządów za wybitny wkład na rzecz pokoju i ludzkości:
wybitne osiągnięcia w dziedzinie edukacji, kultury, nauki i sportu lub w pracy twórczej.
Do 1979 order przyznany był „szefom państw i rządów oraz liderom partii politycznych, które wyróżniają się w walce przeciwko imperializmowi, kolonializmowi i neokolonializmowi i będące w sojuszu z Rewolucyjną Socjalistyczną Kubą”.

## Opis odznaki
Do 1979 odznakę stanowił krążek w kolorze złotym o średnicy 4 cm i grubości 3 mm z reliefem twarzy Joségo Martí po prawej stronie i półkoliście ułożonym napisem w jego lewej części: ORDEN NACIONAL JOSÈ MARTÍ.
Obecnie odznakę stanowi krążek wykonany w postaci rozchodzących się od środka promieni, na którym umieszczono pięcioramienną gwiazdę z liśćmi dębu i wawrzynu wokół jej ramion. Na gwieździe umieszczono medalion z popiersiem Joségo Martíego i emaliowaną obwódką z napisami: JOSÈ MARTÍ / 1853-1895. 
Na odwrocie umieszczono herb Kuby a wokół niego oddzielone gwiazdkami napisy: REPUBLICA DE CUBA / CONSEJO DE ESTADO.  
Order zawieszony jest za pomocą pierścienia przewleczonego przez uszko przymocowane do ramienia gwiazdy na pięciokątnej blaszce obciągniętej wstążką.
Wstążka orderu od 1979 roku jest w kolorze białym z czerwonym, białym i niebieskim paskiem usytuowanymi na jej prawej krawędzi.